# CU (コンビニエンスストア)
CU（シーユー）は、BGFリテールが運営する大韓民国のコンビニエンスストアチェーン。韓国国内でも最大手のフランチャイズブランドである。 

“365日24時間いつどこででも便利に、消費者の求めるものはもちろん、需要を掘り起こすようなサービスで、大韓民国の市場と顧客に最適化した「21世紀韓国型コンビニエンスストア」”を標榜としている。

## ファミリーマートからCUへ
日本のコンビニエンスストア企業であるファミリーマートは、1990年から、サムスングループ系とされる当時の晋光グループとフランチャイズ契約を結んで、韓国で7267店（2012年5月末時点）を展開し、韓国最大のコンビニエンスストア・チェーンを形成していた。しかし、フランチャイジーである晋光ファミリーマートが独立志向を強め、2012年6月から、社名をBGFリテールに改めるとともに店舗のブランドを「CU ウィズ・ファミリーマート」と改め、さらに2014年に至り、BGFリテールの新規株式公開に合わせてファミリーマートが保有していたBGFリテールの株式の25%を全て売却して提携を解消したことで、ブランドは「CU」となった。2014年2月末時点で、店舗数は7925店であり、依然として韓国最大のコンビニエンスストア・チェーンである。
提携の解消に際して、BGFリテール側は「もう日本企業の世話にならなくてもいい」、「韓国コンビニ業界のナンバー1が、日本のナンバー3に学ぶことはない」と語ったとされている。
2017年にイランに初の海外店舗を出店。2018年にはモンゴルにも進出し、「日本との協力関係を終え（ファミリーマートから）CUに独立した2012年以降、海外ブランドを使用したフランチャイジー企業から、海外でロイヤリティを稼ぐフランチャイザーに成功的に変身を成し遂げた」と評価した。今後、飽和状態の韓国市場から、海外市場に活路を見出すとしている。

## 不祥事
- 韓国京畿道（キョンギド）華城（ファソン）にあるコンビニで、おにぎりの消費期限を偽装して販売していた[5]。

## 沿革

### ファミリーマート
- 1989年10月 - 大韓民国に於いてコンビニエンスストア事業開始（CVS事業部）
- 1990年7月 - 普光グループ（CVS事業部）が日本のファミリーマート（FamilyMart Co., Ltd.）とライセンス契約締結、フランチャイズ技術導入。
- 1990年10月 - 韓国ソウル・可樂洞店、店舗開業。
- 1992年10月 - 釜山1号店、店舗開業。
- 1994年12月 - 普光グループからCVS事業部を分離独立させ、普光ファミリーマート法人設立（大韓民国ソウル特別市）
- 2003年10月 - 2000店舗へ拡大。
- 2004年12月 - 北朝鮮開城工業地区に店舗開業。
- 2008年10月 - 4000店舗となる。

### CU ウィズ・ファミリーマート
- 2012年6月 - 普光ファミリーマートをBGFリテール（BGF Retail）へ社名変更、CU ウィズ・ファミリーマートと改める。

### CU
- 2014年8月 - ファミリーマートとの提携解消により、CU ウィズ・ファミリーマートからCUへ店舗名改称。

## 店舗外観

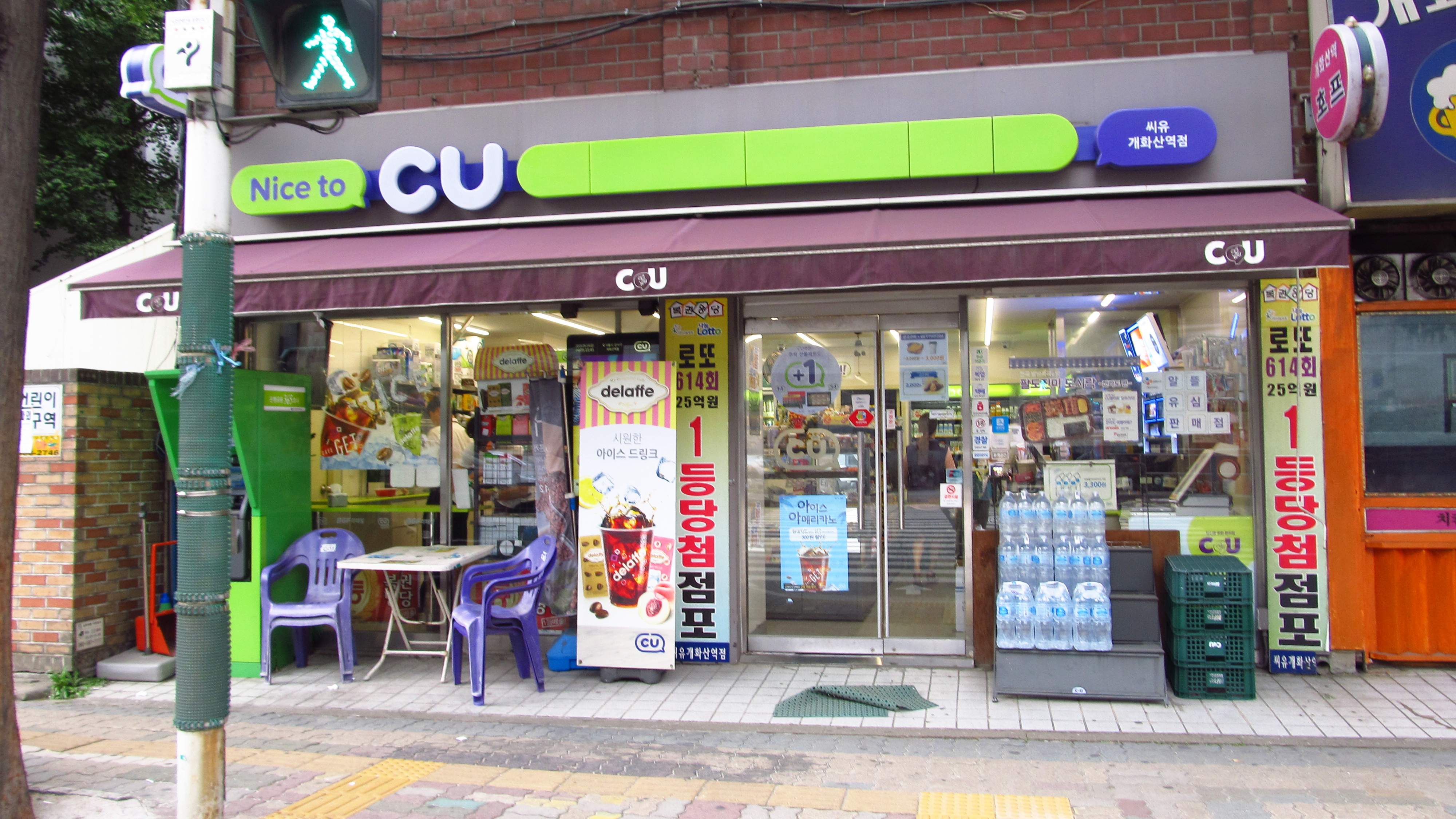
開花山駅店（ソウル特別市江西区）
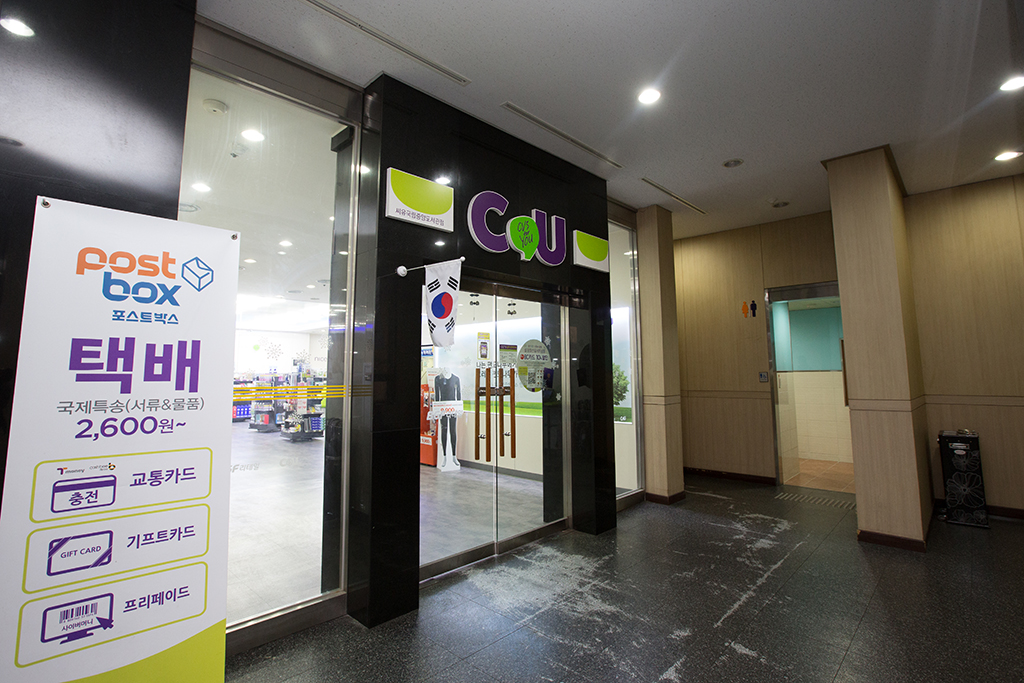
国立中央図書館店（ソウル特別市瑞草区）
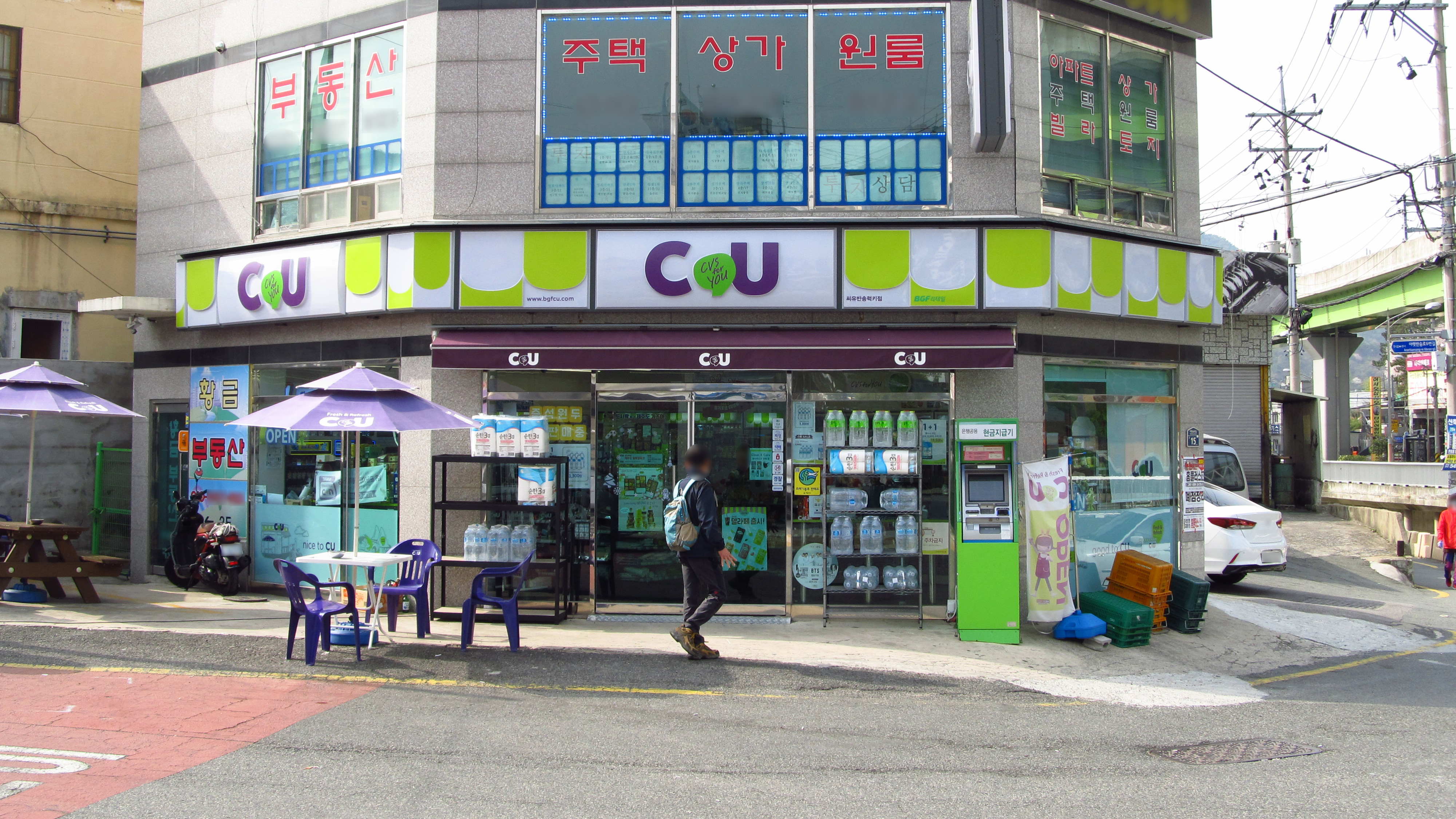
盤松ラッキー店（釜山広域市海雲台区）
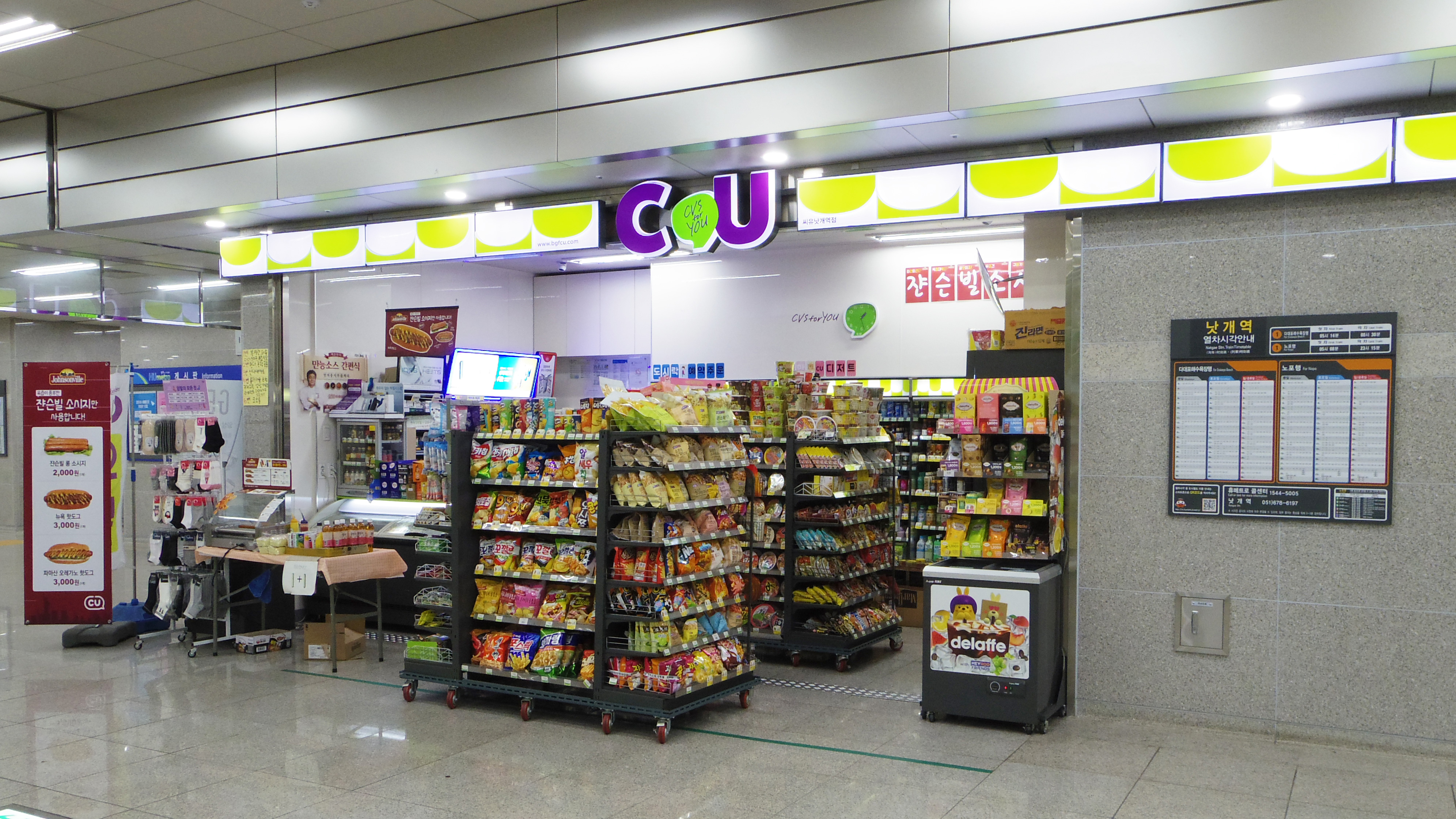
ナッケ駅店（釜山広域市沙下区）
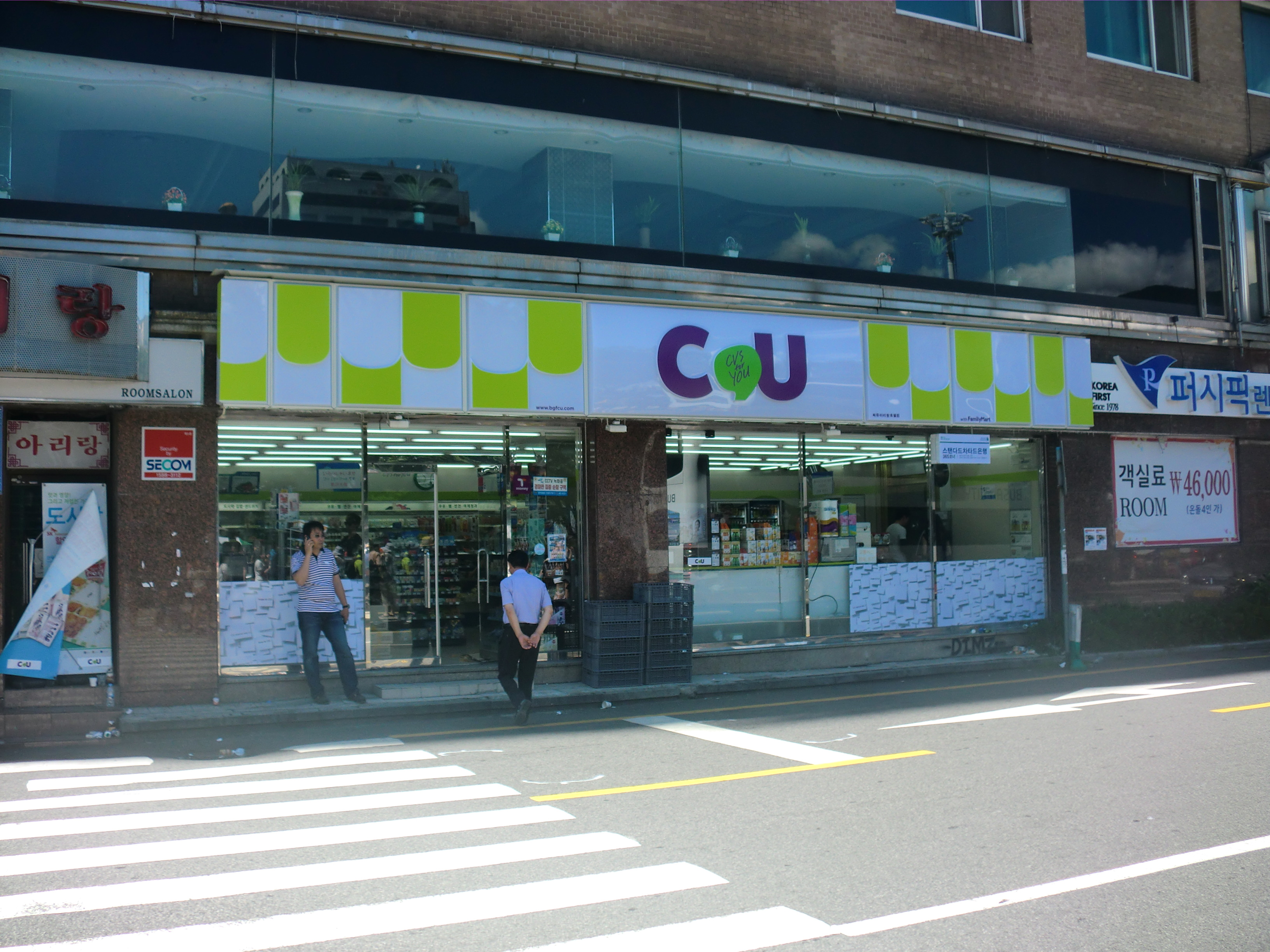
釜山市アリランホテル店